# Encontro de Casais com Cristo
Encontro de Casais com Cristo (ECC) é um trabalho religioso voltado a casais e à instituição do matrimônio. Tradicionalmente ocorre em um final de semana, iniciando na sexta-feira à noite, incluindo-se todo o dia do sábado e encerrando no domingo à noite. Marido e mulher têm a oportunidade de refletir sobre vários aspectos da vida conjugal. Palestras, depoimentos e dinâmica de grupos  fazem parte do processo.
Teve início em 1970, na paróquia Nossa Senhora do Rosário, bairro Vila Pompeia, cidade de São Paulo.  Seu fundador foi o Pe. Alfonso Pastore. Atualmente é programa oficial da Igreja Católica e de diversas denominações cristãs, como a Batista, Adventista, Quadrangular e Presbiteriana.
Com variantes em seu nome, também é conhecido como Renovação de Casais com Cristo (RCC).